# Vương triều Ayyub
Vương triều Ayyub (tiếng Ả Rập: الأيوبيون al-'Ayyūbiyyūn) là một vương triều Hồi giáo của người Kurd do Ṣalāḥ al-Dīn Yūsuf ibn Ayyūb sáng lập ở miền Trung Ai Cập. Vương triều này từng thống trị vùng Trung Đông hồi thế kỷ 12 và 13. Sau khi vị Hồi vương sáng lập qua đời, các con của ông đã xung đột với nhau để tranh giành ngôi báu. Điều này mở đầu thời kỳ suy thoái của triều Ayyub. Đến giữa thế kỷ 13, nhiều vùng đất vốn dưới sự thống trị của Ayyub đã giành được độc lập. Các chiến binh Mamluk từng phục vụ vương triều Ayyub về sau lại dần nắm hết quyền lực và loại bỏ gia tộc Ayyub. Trong thời kỳ cai trị ngắn ngủi, vương triều Ayyub đã làm cho lãnh thổ của mình thịnh vượng và có nhiều tiến bộ về tri thức. Vương triều Ayyub góp phần đáng kể thúc đẩy sự phát triển của dòng Hồi giáo Sunni thông qua việc lập rất nhiều trường madrasa.